# Новини Горинецькі
Новини Горинецькі (пол. Nowiny Horynieckie) — село в Польщі, у гміні Горинець-Здруй Любачівського повіту Підкарпатського воєводства.
Населення — 91 особа (2011).

## Назва
У 1977-1981 рр. в ході кампанії ліквідації українських назв село називалося Новіни (пол. Nowiny).

## Історія
У 1939 році у населення села становило 660 осіб. З них: 60 українців, 580 поляків, 20 євреїв. У вересні 1939 р. територія включена до СРСР, надалі село ввійшло до Горинецького району Львівської області.
У 1975-1998 роках село належало до Перемишльського воєводства.

## Українсько-польські стосунки у період війни та їх наслідки
В роки Другої світової війни поляки розгорнули антиукраїнський терор, якому протистояла УПА. У жовтні 1944 року західні райони Львівської області передані Польщі.
7 вересня 2008 року Товариство розвитку Новин Горинецьких та Товариство спадкоємців польських ветеранів Другої світової війни разом з війтом гміни Горинець Здруй відкрили пам'ятну таблицю мешканцям села, замордованих УПА в ночі з 16 на 17 серпня 1944 року. Польські інформаційні ресурси стверджують, що ця акція була чітко спланована, а люди після цього випадку до 1948 року покинули село.
Також у селі встановлено кам'яний хрест на могилі замордованих поляків із таблицею, на якій розміщено імена 11 жертв. Цей хрест встановили 26 серпня 1944 року.

## Пам'ятки
У селі знаходиться мурована невелика каплиця св. Яна Непомуцького першої половини XIX ст.
Також збереглась лісова дерев'яна каплиця св. Антонія з 1896 року.
Біля села збереглось військове кладовище часів I світової війни.
Також в лісах та околицях села збережена велика кількість стародавніх хрестів (придорожніх, надмогильних), які виконали майстри української школи народного каменярства, що існувала та передавала свої традиції із покоління у покоління у сусідньому селі Старе Брусно.

## Демографія
Демографічна структура станом на 31 березня 2011 року:
|          | Загалом | Допрацездатний вік | Працездатний вік | Постпрацездатний вік |
| -------- | ------- | ------------------ | ---------------- | -------------------- |
| Чоловіки | 48      | 15                 | 27               | 6                    |
| Жінки    | 43      | 12                 | 17               | 14                   |
| Разом    | 91      | 27                 | 44               | 20                   |